# گونزو (مجله)
گونزو (به ژاپنی: 群像 Gunzo) یک مجله ماهانه به زبان ژاپنی است که از سال ۱۹۴۶ توسط انتشارات کودانشا ماهانه منتشر می‌شود.